# Expedición punitiva
Una expedición punitiva es una empresa militar que se lleva a cabo para castigar a un Estado o a un grupo cualquiera de personas. Normalmente se emprende en respuesta a un comportamiento desobediente o moralmente erróneo, pero también puede encubrir una venganza.
Ellery Cory Stowell proporciona la siguiente definición:

Cuando la soberanía territorial es demasiado débil o no desea reforzar el respeto por el derecho internacional, un Estado al que se ha agraviado puede considerar necesario invadir el territorio y castigar a los individuos que violan sus derechos y amenazan su seguridad.

## Destacadas expediciones punitivas
- La Guerra de Troya por el rapto de Helena, según la Ilíada de Homero, aproximadamente entre los años 1194 y 1184 a. C.[cita requerida]
- En el siglo XIII Kublai Khan, el fundador de la dinastía Yuan, envió emisarios pidiendo tributo del reino Singhasari de Java. El gobernador del reino Singhasari, Kertanagara, rechazó pagar tributo y tatuó la cara del mensajero chino Meng Qi. Una expedición punitiva enviada por Kublai Kan llegó a la costa de Java en 1293. Jayakatwang, un rebelde de Kediri, había asesinado a Kertanagara para entonces. Los mongoles se aliaron con Raden Wijaya de Majapahit contra Jayakatwang, y una vez que el reino de Singhasari fue destruido, Wijaya se volvió en contra sus aliados mongoles y los obligó a retirarse confundidos.
- Expedición británica a Abisinia, Operación de rescate británica en Etiopía en 1868.
- La expedición japonesa a Taiwán en 1874.[2]
- La guerra más breve de la historia, la Guerra Anglo-Zanzibariana puede describirse como una expedición punitiva. El origen de la guerra fue la elección del sultán «equivocado», esto es, no probritánico.[cita requerida]
- La expedición a Benín de 1897 fue una acción punitiva británica que llevó a la anexión del reino de Benín. The New York Times documentó el 13 de enero de 1897 que una «expedición punitiva» se formaría para «castigar a los asesinos de la expedición a la ciudad de Benin».[3]
- La expedición punitiva contra Francisco Villa, comandada por el general estadounidense John J. Pershing, tuvo lugar entre los años 1916 y 1917, la expedición fue una operación de castigo por la incursión del general Villa en los Estados Unidos.[4]
- El aplastamiento de la gran revuelta iraquí en 1920, en el Mandato Británico de Mesopotamia.[5]
- La Guerra de la Legítima Defensa, fue una expedición punitiva de la Fuerza Armada de El Salvador contra Honduras en el año 1969, el casus belli fue la reiterada violacion de los derechos humanos por parte del gobierno del Gral. Oswaldo Lopez Arellano -presidente hondureño de la época -y ciertos grupos armados civiles conocidos como la Mancha Brava, en contra de la población salvadoreña residente en Honduras.